# 松澤建
松澤 建（まつざわ けん、1938年3月30日 - ）は、第15代学校法人青山学院理事長、企業家。損保業界再編の先陣をきるかたちで日本興亜損害保険株式会社を誕生させた人物である。

## 略歴
1938年、東京都生まれ。1956年青山学院高等部卒業、1960年青山学院大学経済学部卒業。
同年、日本火災海上保険株式会社に入社。以後横浜支店長、本店営業第四部長などを経て、1998年に日本火災海上保険株式会社代表取締役社長に就任する。2001年、損保業界再編の先陣を切る形で、同社と興亜火災海上保険株式会社との合併を実現させた。松澤は日本興亜損害保険株式会社代表取締役社長に就任した。2007年、同社取締役会長に就任する。2008年、会長職を退任する。
社外では、社団法人日本損害保険協会会長（2003年）、学校法人青山学院理事長（2005年 - 2010年9月）、ワールド・ビジョン・ジャパン理事、民間外交推進協会(FEC)理事長（2011年2月）、全国警察官友の会会長（2013年6月）などを務めた。